# Patricio Rubio
Patricio Rodolfo Rubio Pulgar (Santiago del Cile, 18 aprile 1989) è un calciatore cileno, attaccante dell'Universidad de Concepción.

## Caratteristiche tecniche
È un centravanti.

## Palmarès
- Campionato cileno: 3

Colo-Colo: 2006 (C)
Unión Española: 2013
Universidad de Chile: 2014 (A)
- Supercoppa del Cile: 1

Unión Española: 2013